# Non si muore tutte le mattine
Non si muore tutte le mattine è il primo libro scritto dal cantautore Vinicio Capossela, pubblicato nel 2004. Non viene definito "romanzo" nel senso più comune del termine poiché non c'è lo svolgersi lineare di una trama, ha una struttura molto frammentata che rende particolare la lettura. La natura del romanzo è confermata dall'autore stesso in quarta pagina, il quale consiglia il metodo di lettura con cui l'ha scritto: "Vorrei che queste pagine si potessero prendere a etto, sfuse, a capitoli, a ognuno la parte che gli serve, come dal macellaio. Ordinatela a capitoli! A capitolazioni! [...] Non si muore tutte le mattine è un romanzo scomponibile, una cassettiera, un condominio in cui si varcano soglie diverse che portano in luoghi inattesi. Si procede in un concertato di scritture, per rotte, capitolazioni, gironi, spurghi e serenate".
Lo sfondo su cui si svolge la narrazione è il paesaggio milanese: grigio, piovoso, notturno, ma con un non so che di familiare. Questo ambiente richiama il modo di vedere la città di Capossela stesso, similarmente a come viene espresso nelle sue canzoni. Ai dettagliati ritratti dei personaggi (come Nuttles e Nodles o Ben) si alternano riflessioni frammentarie dell'autore, che possono sembrare vagheggianti ma comunque pregne di significato (espressioni esemplari possono essere "confessioni di un rinchiuso" o "mantenere la posizione").
Dal romanzo è tratto lo spettacolo radiofonico Radiocapitolazioni, andato in onda in 15 puntate su radio Radio3 dal 16 novembre al 3 dicembre 2004.

## Capitoli
1. ELOGIO DELLA QUANTITÀ
2. LA BERESINA
3. CONFESSIONI DEL RINCHIUSO
4. E ORA MI TOCCHERÀ DI AMARE IL BARRIO
5. HAPPY HOUR
6. CALVADOS E CAMPEROS
7. PECCATO BANDONEÓN
8. BEN
9. IO E NUTTLESS
10. DE OSPITALITATE
11. IN STANZA CON GOULD
12. LA BRUCIATA
13. IN STANZA CON KURZ
14. SUN MOTEL
15. IL RADUNO DEGLI ALPINI
16. RITORNO A CASA
17. LA BALERA DI MALDONADO
18. L’ORACOLO STRADALE
19. LA CONTESSA WALESKA
20. BORSE DA VIAGGIO
21. COSA HA UCCISO JACK KEROUAC?
22. MANTENERE LA POSIZIONE
23. L’ORINOCO DEL CHIAVICONE
24. PRILEP
25. CAPITOLAZIONE SLOVENA
26. L’AUTOBUS PER SARAJEVO
27. BARBARI-BAR
28. LA COSTRUZIONE DELLA TORRE D’ACQUEDOTTO
29. VIAGGIATORI E CARCERATI
30. I RACCONTI DEL NEGRO DUM DUM
31. L’ANIMALE DEL CHIAVICONE
32. AUTOACQUISTI
33. IL CROLLO DELLA DRINA E LA FINE DELLA MIA VOLVO
34. LO SCASSO DI BENZINA
35. TARASCONI E IL MOTO PERPETUO
36. ADDIO AL CHIAVICONE
37. IL CAPPELLAIO MATTO
38. IL GIRONE DEI REBETICI
39. TAVERNA TSOZZOS
40. STANBUL
41. QUATTRO PASSI NEL BARRIO
42. SOLLEVATORI BULGARI
43. RIPARAZIONI TV
44. L’IMPRESA
45. HARRY’S BAR NELL’AFA A VENEZIA
46. LA COSTOLA DI GAROPABA
47. NICE AND NICE
48. WATERLOO
49. PRIMA DELLA PIOGGIA

## Premi
- Premio Letterario Frignano, opera prima 2004

## Edizioni
- Vinicio Capossela, Non si muore tutte le mattine, collana I Narratori, Feltrinelli, 2004,  p. 333, ISBN 8807016478.
- Vinicio Capossela, Non si muore tutte le mattine, collana I Narratori, Feltrinelli, 2021,  p. 368, ISBN 9788807034633.